# Duguetia paraensis
Duguetia paraensis este o specie de plante angiosperme din genul Duguetia, familia Annonaceae, descrisă de Robert Elias Fries. Conform Catalogue of Life specia Duguetia paraensis nu are subspecii cunoscute.